# Tinatin Bokutschawa

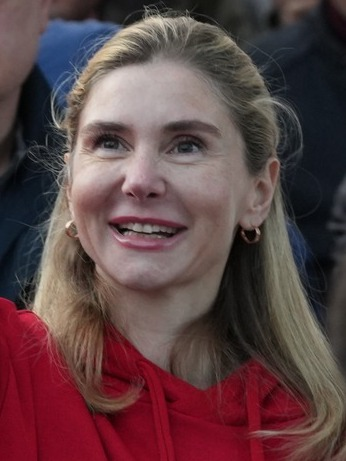
Tinatin Bokutschawa

Tinatin Bokutschawa (georgisch თინათინ ბოკუჩავა; * 29. Mai 1983 in Tiflis, Georgische SSR, UdSSR) ist eine georgische Politikerin. Seit Oktober 2012 ist sie Abgeordnete des georgischen Parlaments und seit Juni 2024 Vorsitzende der Vereinigten Nationalen Bewegung (VNB).

## Biographie
Bokutschawa zog als Studentin in die USA und studierte dort am Smith College in Northampton, Massachusetts, wo sie 2004 einen Abschluss in Politikwissenschaft erwarb. 2008 schloss sie ihr Masterstudium in Diplomatie und Völkerrecht an der Fletcher School ab. Neben ihrer politischen Laufbahn ist sie derzeit als Professorin an der Universität Georgien tätig.
Nach der Rückkehr nach Georgien im Jahr 2009 arbeitete Bokutschawa bis 2011 für das National Democratic Institute for International Affairs, eine von der US-Regierung finanzierten Organisation. Anschließend war sie stellvertretende Abteilungsleiterin für internationale Einrichtungen im georgischen Außenministerium.
2012 wurde Bokutschawa zur stellvertretenden Leiterin der Kontrollkammer ernannt, der wichtigsten staatlichen Revisionsbehörde Georgiens. Ihre Amtszeit fiel mit der erweiterten Rolle der Kontrollkammer bei der Überwachung der finanziellen Aktivitäten politischer Parteien im Vorfeld der Parlamentswahlen 2012  zusammen. Bei diesen Wahlen zog sie als Abgeordnete der VNB ins georgische Parlament ein. Bei den Parlamentswahlen 2016 und 2020 wurde sie wiedergewählt. 
Am 8. Juni 2024 wurde Bokutschawa zur Vorsitzenden der VNB, der größten parlamentarischen Oppositionspartei Georgiens gewählt.